# Bad Sankt Leonhard im Lavanttal
Bad Sankt Leonhard im Lavanttal là một thị xã ở huyện Wolfsberg bang Carinthia, Áo. Đô thị này có diện tích 111,72 km², dân số thời điểm 31 tháng 12 năm 2005 là 4816 người.